# Michail Wladimirowitsch Leontjew

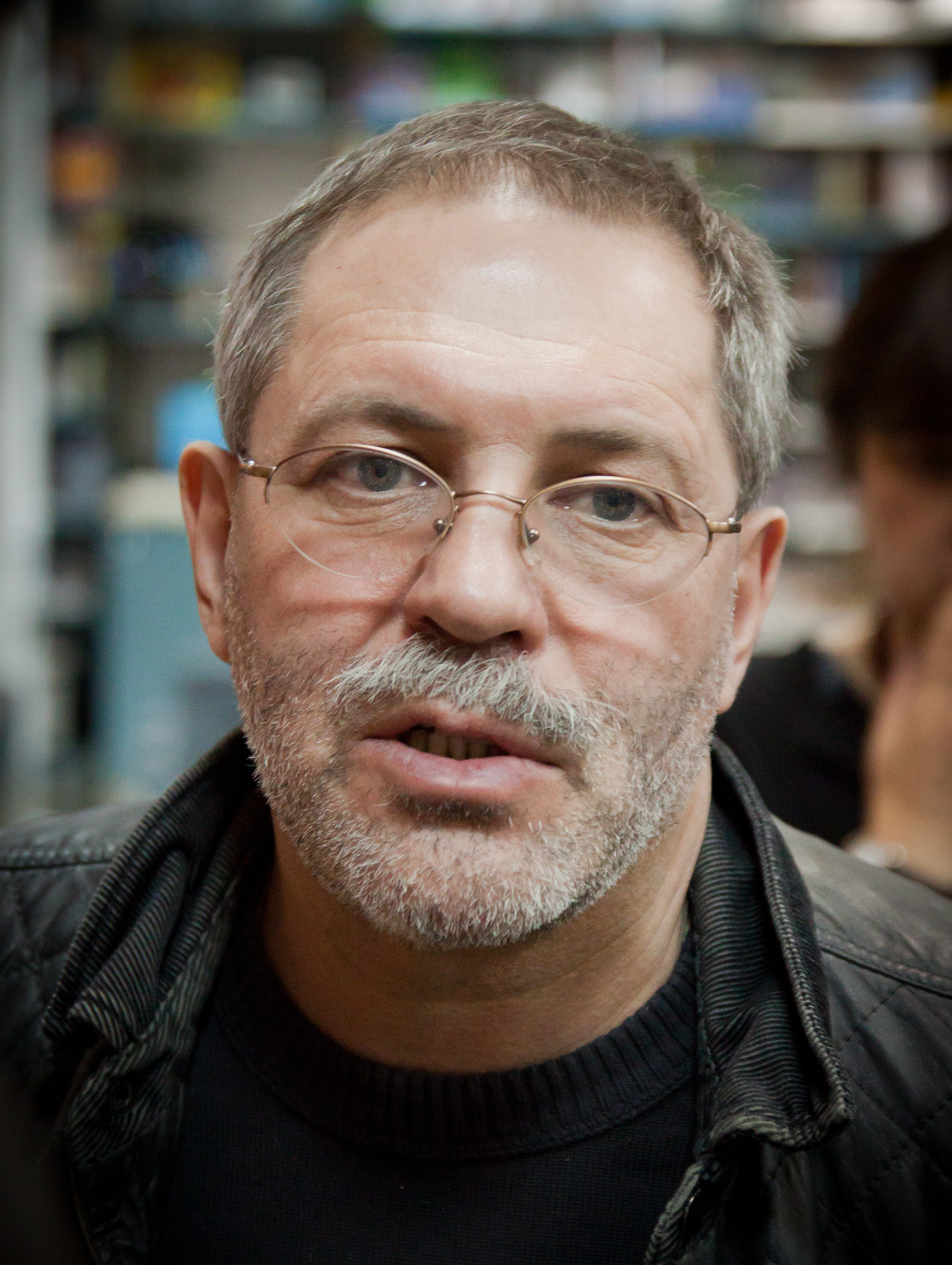
Michail Leontjew, 2013

Michail Wladimirowitsch Leontjew (russisch Михаи́л Влади́мирович Лео́нтьев, wiss. Transliteration Michail Vladimirovič Leont'ev; * 12. Oktober 1958 in Moskau) ist ein russischer Journalist. Auf dem marktführenden russischen Fernsehsender Perwy kanal (Erster Kanal) moderiert er die politische Sendung „Odnako“ (Allerdings) und ist Chefredakteur der gleichnamigen Wochenzeitschrift „Однако“. Für seine kremltreue Linie bekam er den Posten des Vizepräsidenten und Pressesprechers  des russischen Ölkonzerns Rosneft.

## Leben
Michail Leontjew wurde 1958 in Moskau als Sohn eines Konstrukteurs und einer Statistikdozentin geboren. Nach einem Abschluss in Volkswirtschaft an der Plechanow-Akademie für Wirtschaft Moskau im Jahre 1979 arbeitete Leontjew in einem sowjetischen Forschungsinstitut. 1985 zog er sich gemäß eigenen Angaben in die „innere Immigration“ zurück und arbeitete als Kunsttischler, Hilfsarbeiter, Wächter der Datscha von Boris Pasternak in Peredelkino und Nachhilfelehrer in Geschichte.
Michail Leontjew ist zum zweiten Mal verheiratet. Seine Frau ist Kinderpsychologin, gemeinsam haben sie  eine Tochter (* 1999). Seine Ex-Frau ist mit einem US-Bürger verheiratet und lebt mit den zwei Kindern aus erster Ehe in den USA.
Leontjew spricht Englisch und Deutsch und ist Mitbesitzer des Moskauer Restaurants „Opritschnik“.

## Journalistische Tätigkeit
1987 veröffentlichte Michail Leontjew seine ersten Zeitungsartikel und ab Dezember 1989 schrieb er für die neugegründete Tageszeitung Kommersant.
1990 übernahm er die Leitung des Wirtschafts-Ressorts der Nesawissimaja gaseta, die damals dem in London lebenden russischen Oligarchen Boris Beresowski gehörte. 1993 beteiligte er sich an der Gründung der Tageszeitung Sewodnja, deren erster stellvertretender Chefredakteur er war.
Seit 1997 ist Leontjew Fernsehjournalist, zuerst für den Fernsehsender TWZ, der im Besitz der Moskauer Stadtverwaltung ist und als Haussender des Moskauer Oberbürgermeister Juri Luschkow gilt. Seit Februar 1999 arbeitet Michail Leontjew für den staatlichen russischen Fernsehsender Perwy kanal (Erster Kanal), der einen regierungsfreundlichen Kurs verfolgt.
Seine politischen Ansichten entwickelten sich nach seinen Angaben von einem „milden Dissidententum“ während der Sowjetzeit bis zum „rechten Konservatismus“. Gemäß der Stimme Russlands vertritt Michail Leontjew „den Gesichtspunkt der jetzigen politischen Elite Russlands in ihrem Anliegen, einen besonderen Weg für Russland zu finden – und in ihrer Ablehnung sowohl des Kommunismus als auch der etablierten Werte einer kapitalistischen Gesellschaft“.
Im Fernsehen tritt er immer müde und unrasiert auf, ein weiteres Kennzeichen ist seine heisere Stimme.
Bekannt ist Michail Leontjew auch für persönliche Äußerungen, wobei er oft die Grenzen der Korrektheit überschreitet. 2002 verurteilte ihn das Amtsgericht Kiew wegen Verleumdung von Kateryna Tschumatschenko, der Frau des späteren ukrainischen Präsidenten Wiktor Juschtschenko als „amerikanische Agentin“ zu einer Geldstrafe. Leontjew verweigerte jedoch die Zahlung und erhielt für fünf Jahre ein Einreiseverbot in die Ukraine. Mit der Familie Juschtschenko befasst sich Leontjew auch in dem Film Die orangefarbigen Kinder des Dritten Reiches (rus.: Оранжевые дети Третьего Рейха) in Zusammenarbeit mit Weronika Krascheninnikowa vom 3. Februar 2010.
In Lettland wurde er 2003 zur Persona non grata erklärt.

## Politische Tätigkeit
Michail Leontjew kandidierte im Dezember 1995 bei den Parlamentswahlen, erhielt jedoch zu wenige Stimmen für einen Sitz im russischen Parlament. Er ist seit Dezember 2002 Mitglied der regierenden Partei Einiges Russland und sagt von sich: „Mein ganzes Leben lang habe ich mich mit Politik beschäftigt. Meine berufliche Tätigkeit ist jedoch durch einen puren Zufall Journalistik.“
Bei der Gouverneurswahl 2018 in Chakassien unterstützte Leontjew den Kandidaten der regierenden Partei, Wiktor Simin, gegen dessen kommunistischen Kontrahenten Walentin Konowalow. Zum ersten Mal unterlagen Kandidaten von Einiges Russland bei der ersten Auszählung in gleich in vier Regionen: Chakassien, Chabarowsk, Oblast Wladimir und Primorje.

## Auszeichnungen
Michail Leontjew erhielt den Journalistenpreis „Золотое перо России“ („Die goldene Feder Russlands“) und wurde 1997 mit dem TEFI-Award der Akademie des Russischen Fernsehens ausgezeichnet.